# Fenier
Fenier (eng. fenians, av ir. fiann, oblik kasus féinn, "kämpe"), från 1800-talet ett revolutionärt förbund av irländare med Irlands lösslitande från Storbritannien som erkänt syfte.

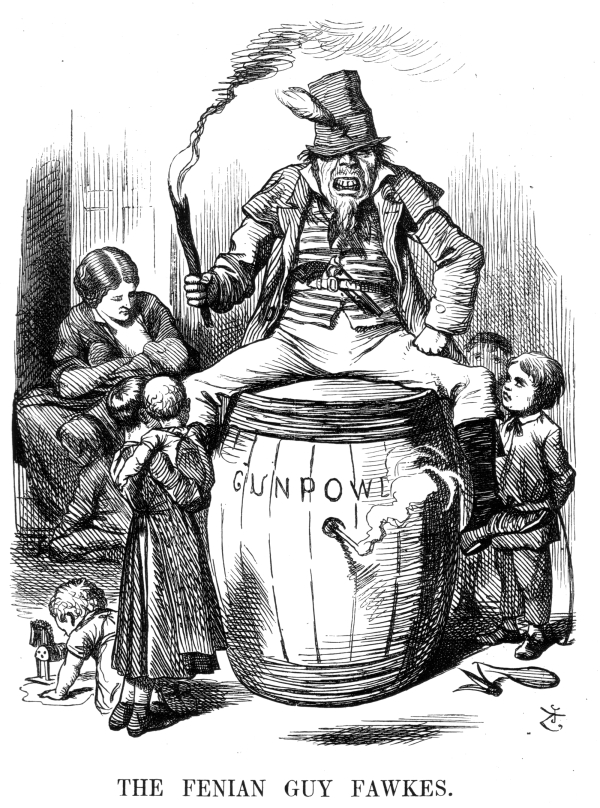
Brittisk propagandateckning mot fenierna (1867)

Namnet är lånat från Geoffrey Keatings (död omkr. 1644) på iriska skrivna "Irlands historia", vilken 1857 utgavs i engelsk översättning av förbundets stiftare, O'Mahoney; i denna återges nämligen sägnen om fians som en fornirisk i kungarnas tjänst stående krigarflock. Förbundet leder sitt ursprung från det politiska sällskapet "De förenade irländarna", vars medlemmar efter O'Connells död (1847), förtvivlande om en fredlig upplösning (repeal) av unionen, i stort antal utvandrade till Amerika, där de fann tacksam jordmån för sin agitation bland de skaror av missnöjda irländare, som emigrerat dit under den stora hungersnöden på Irland 1845-1847. 
Särskilt efter det stora amerikanska inbördeskrigets slut fanns bland de irländska emigranterna många, som var beredda att inlåta sig på de äventyrligaste planer. Redan dessförinnan (på 1850-talet) hade "feniska brödraskap"  bildats i flera amerikanska städer under ledning av John O'Mahoney (född 1816, död 1877), en förpaktare från Tipperary, vilken 1848 efter ett misslyckat upprorsförsök överflyttat till Amerika, samt James Stephens (född 1824, död 1901) från Kilkenny, en annan av deltagarna i 1848 års uppror, vilken åtog sig ledningen av uppviglingsarbetet på Irland. 
Sällskapet fick en militärisk organisation, och styrelsen hade sitt säte i New York. Man förberedde ett infall i Kanada och samtidigt därmed ett uppror på Irland. På i Chicago 1863 och New York 1864 hållna kongresser proklamerades den feniska republiken, ämbetsmän utsågs och så vidare Just då en resning hösten 1865 höll på att utbryta på Irland, ingrep plötsligt regeringen, indrog och konfiskerade feniernas tidning  ("The irish people" i Dublin) samt lät häkta flera av ledarna, bl.a. O'Donovan Rossa och Stephens, vilken sistnämnde dock lyckades fly ur fängelset.   
Anfallet mot Kanada företogs 1866, men tillbakaslogs av kanadensiska frivilliga.
Nu ingrep även amerikanska regeringen, förbjöd rustningarna och lät häkta några av rörelsens ledare i Amerika. 1867 gjordes (februari-april) en rad misslyckade upprorsförsök på Irland, samtidigt med att våldsdåd planerades av fenier i England (ett försök att plundra arsenalen i Chester, ett anfall på polisen i Manchester, ett försök att spränga Clerkenwell-fängelset i London i luften). Det katolska prästerskapet ogillade emellertid rörelsen, som därför vann föga anslutning från den irländska lantbefolkningen. 
Upprorsförsöken kuvades med lätthet, men enstaka våldsdåd röjde jäsningens fortvaro och påskyndade den liberala (första Gladstoneska) ministärens ansträngningar att genom irländska reformer dämpa missnöjet. Många av de fångna fenierna fick 1870-1871 amnesti och överflyttade till Amerika. Där delades de feniska förbunden på 1870-talet i två huvudgrenar, Clan-na-gael och det mera moderata "Förenade irländska brödraskapet". De irländsk-amerikanska fenierna vanns småningom (särskilt genom Michael Davitt) för att understödja den "konstitutionella" agitationen på Irland, vilken tog sig uttryck i bildandet av "landligan"  och "nationalligan". Även Charles Stewart Parnell underhöll förbindelse med dem och besökte bl.a. New York för att åvägabringa en samverkan 1880, kort före de allmänna valen. Feniskt inflytande har sedermera ofta spårats under de senare årtiondenas agraroroligheter på Irland, och trots det stöd de irländsk-amerikanska fenierna gav det med konstitutionella metoder verkande nationalistpartiet uppgav den feniska rörelsen aldrig sin väsentligen revolutionära natur och sitt politiska huvudsyfte, Irlands fullständiga skiljande från det brittiska riket.